# Calvin (Oklahoma)
Calvin és un poble dels Estats Units a l'estat d'Oklahoma. Segons el cens del 2000 tenia 279 habitants.

## Demografia
Segons el cens del 2000, Calvin tenia 279 habitants, 120 habitatges, i 75 famílies. La densitat de població era de 224,4 habitants per km².
Dels 120 habitatges en un 32,5% hi vivien nens de menys de 18 anys, en un 50% hi vivien parelles casades, en un 11,7% dones solteres, i en un 36,7% no eren unitats familiars. En el 33,3% dels habitatges hi vivien persones soles el 15,8% de les quals corresponia a persones de 65 anys o més que vivien soles. El nombre mitjà de persones vivint en cada habitatge era de 2,33 i el nombre mitjà de persones que vivien en cada família era de 2,96.
Per edats la població es repartia de la següent manera: un 25,1% tenia menys de 18 anys, un 9,7% entre 18 i 24, un 29% entre 25 i 44, un 21,1% de 45 a 60 i un 15,1% 65 anys o més.
L'edat mediana era de 32 anys. Per cada 100 dones de 18 o més anys hi havia 88,3 homes.
La renda mediana per habitatge era de 20.357 $ i la renda mediana per família de 23.409 $. Els homes tenien una renda mediana de 17.083 $ mentre que les dones 16.500 $. La renda per capita de la població era de 10.651 $. Entorn del 21,6% de les famílies i el 27% de la població estaven per davall del llindar de pobresa.

## Poblacions més properes
El següent diagrama mostra les poblacions més properes.